# Selidosema
Selidosema là một chi bướm đêm thuộc họ Geometridae.

## Các loài
- Selidosema ambustaria (Geyer, 1831)
- Selidosema brunnearia (Villers, 1889)
- Selidosema modestarium (Püngeler, 1914)
- Selidosema parenzani Hausmann, 1993
- Selidosema plumaria (Denis & Schiffermüller, 1775)
- Selidosema taeniolaria (Hübner, 1813)